# Modrzew japoński
Modrzew japoński (Larix kaempferi (Lambert) Carriere) – gatunek drzewa należącego do rodziny sosnowatych (Pinaceae Lindl.). Jego naturalnym siedliskiem są góry wulkaniczne na wyspie Honsiu w Japonii.

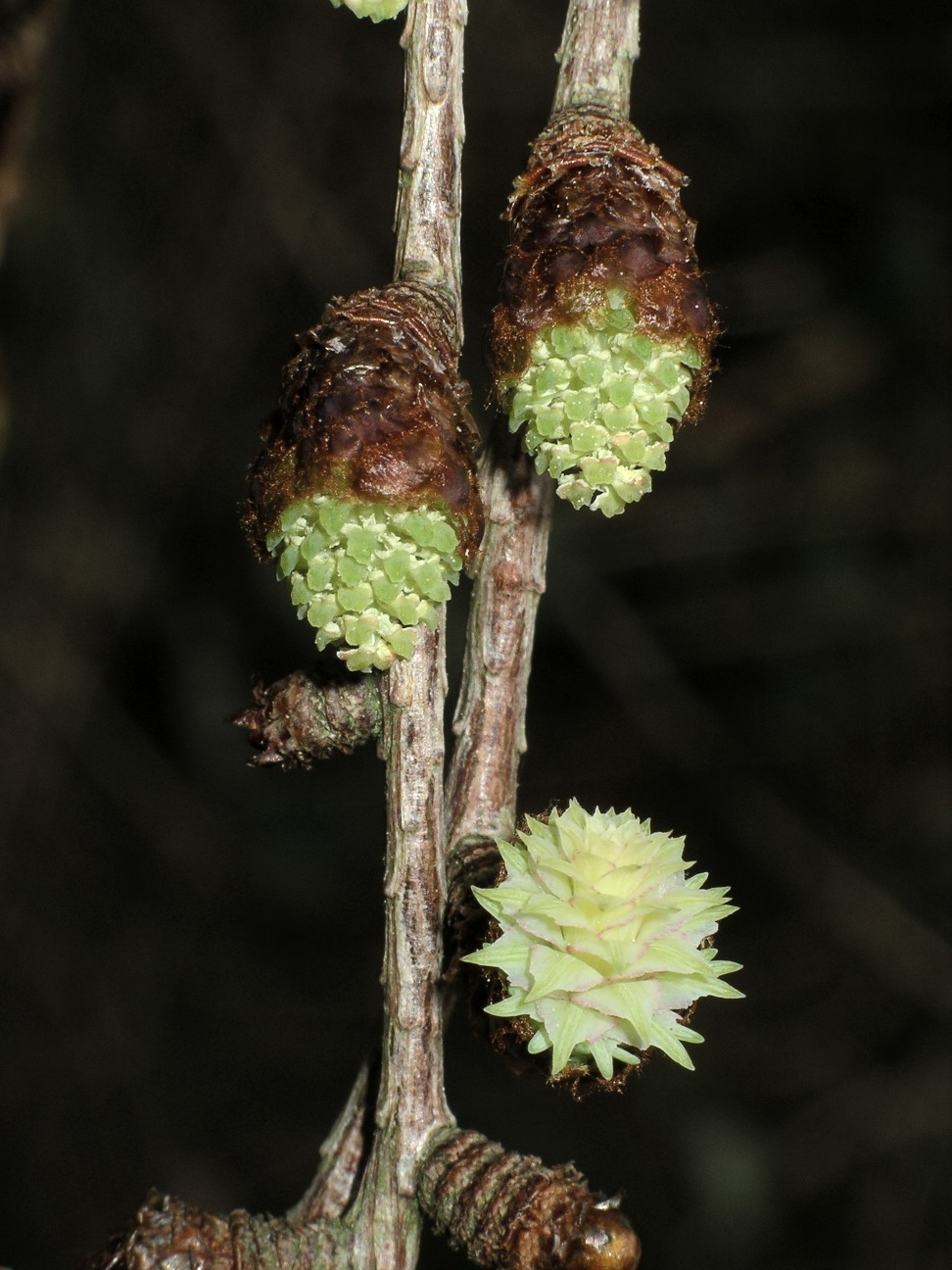
Kwiaty, dwa górne męskie, dolny żeński

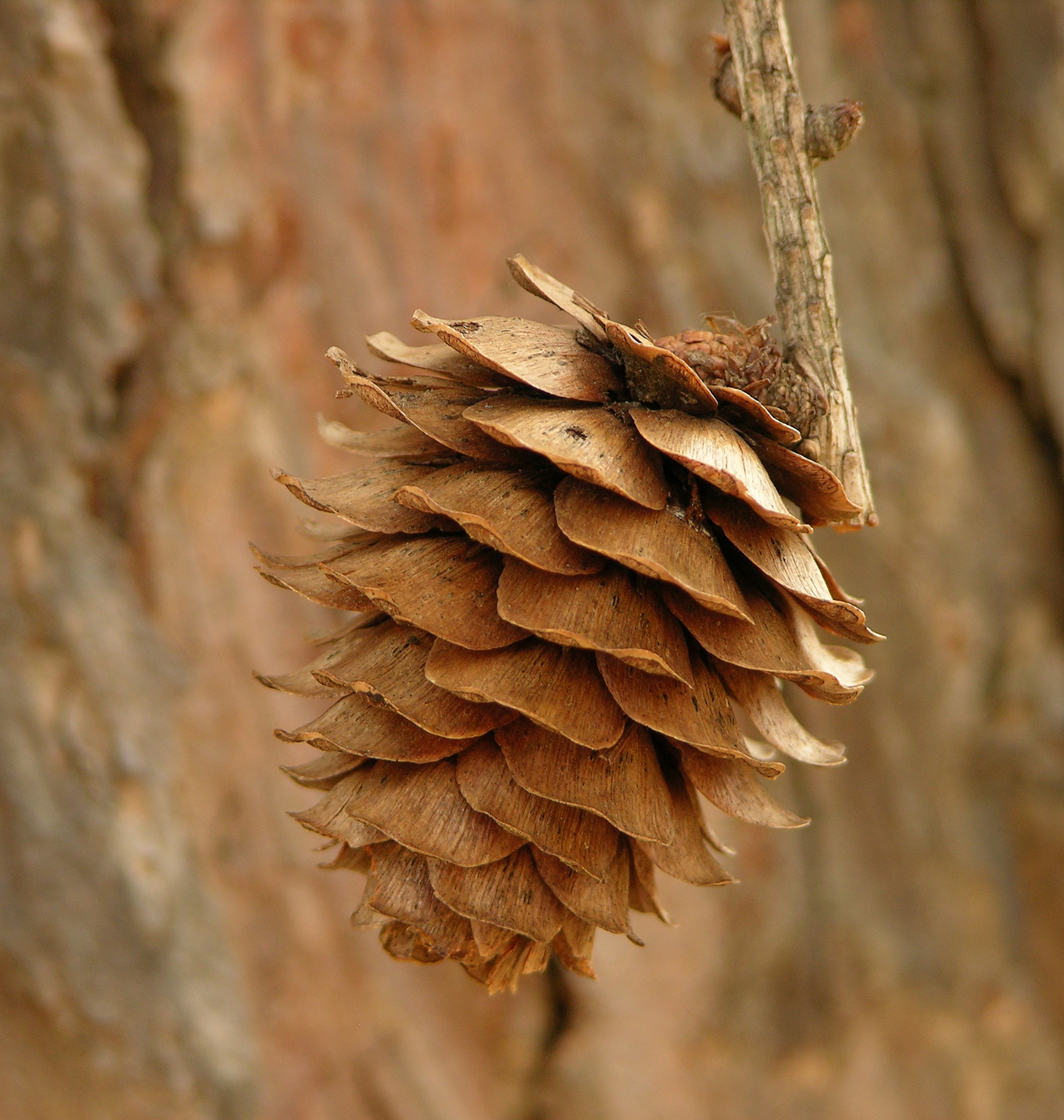
Szyszka

## Morfologia
PokrójWysokie drzewo o koronie szerokostożkowatej z poziomymi, wygiętymi ku wierzchołkowi konarami. Gałęzie ustawione okółkowo, są mniej lub bardziej horyzontalnie rozpostarte, niezwieszające się.
PieńDorasta do 35–45 m wysokości. Kora czerwonawobrązowa, u podstawy bruzdkowana.
LiścieIgły rosnące na czerwonobrązowych długopędach są pojedyncze, ułożone skrętolegle, rosnące na krótkopędach zebrane w pęczki po 40–60, o długości do 3,5–4 cm, płaskie, miękkie, szaro- lub niebieskawozielone, jesienią złocistożółte.
KwiatyGatunek jednopienny. Kwiaty męskie okrągłe, żółte, długości 0,5–1 cm. Szyszeczkowate kwiaty żeńskie osadzone pionowo na zwisających gałązkach, czerwonawe. Kwitnie w marcu.
SzyszkiSzyszki żeńskie liczne w górnych odcinkach większych gałęzi, początkowo jasnoczerwonawe lub żółtawe, później zielone lub ciemnożółte, a w porze dojrzewania - brunatne, wysokości i szerokości około 3 cm, rozetkowate i bardziej płaskie niż u modrzewia europejskiego. Łuski szyszek na brzegach wyraźnie odwinięte na zewnątrz.

## Biologia i ekologia
Modrzew japoński jest o wiele mniej wrażliwy na przemysłowe zanieczyszczenia gazowe niż gatunki europejskie i dlatego coraz częściej jest sadzony w miejskich parkach. Według dotychczasowego stanu wiedzy, modrzewie wydają się także nieco odporniejsze na kwaśne deszcze niż inne krajowe i zadomowione drzewa szpilkowe.

## Zastosowanie
Drewno modrzewia uchodzi za szczególnie trwały surowiec. Zewnętrzny biel jest początkowo bardzo jasny, stopniowo jednak ciemnieje. Twardziel już w stanie świeżym jest ciemnobrązowa. Drewno ma zastosowanie przy budowie domów i statków, ze względu na trwałość robi się z niego przede wszystkim burty i boazerie.